# Loaf Rock
Der Loaf Rock (von englisch loaf ‚Laib, Brotlaib‘) ist ein Klippenfelsen im Palmer-Archipel vor der Westküste der Antarktischen Halbinsel. Er liegt 5 km westlich des Biscoe Point in der Bismarck-Straße vor der Südwestküste der Anvers-Insel.
Die hydrographische Vermessungseinheit der Royal Navy nahm zwischen 1956 und 1957 Vermessungen vor. Das UK Antarctic Place-Names Committee benannte ihn 1958 deskriptiv nach seiner Form.